# Puente Viejo
Il Puente Viejo (IPA: [ˈpwente ˈβjexo]) è il più vecchio e il più piccolo dei tre ponti che attraversano la gola profonda 120 metri in cui scorre il fiume Guadalevín e che divide la città di Ronda nel sud della Spagna. 
Il ponte è stato costruito nel 1616 e oggi è riservato al traffico pedonale.